# گورستان تاریخی سوران
قبرستان تاریخی سوران مربوط به سدهٔ ۹ تا ۱۲ ه.ق است و در شهرستان تایباد، بخش میان ولایت، دهستان کوهسنگی، ۵۰۰ متری شرق روستای سوران واقع شده و این اثر در تاریخ ۳ خرداد ۱۳۸۶ با شمارهٔ ثبت ۱۹۱۰۴ به‌عنوان یکی از آثار ملی ایران به ثبت رسیده است.